# Левит, Василий Алексеевич
Васи́лий Алексе́евич Леви́т (род. 24 февраля 1988, с. Фёдоровка, Кустанайская область, Казахская ССР, СССР) — казахстанский боксёр-любитель, выступающий в тяжёлой и супертяжёлой весовых категориях.
Участник двух Олимпийских игр (2016, 2020 годов), двукратный бронзовый призёр чемпионата мира (2017, 2019), первый в истории Казахстана трёхкратный чемпион Азии (2009, 2015, 2017), двукратный призёр чемпионата Азии (2019, 2021), серебряный призёр чемпионата мира среди студентов (2008), победитель и призёр международных и национальных турниров в любителях.

## Биография
Родился 24 февраля в украинско-еврейской семье 1988 года в селе Фёдоровка Кустанайской области в Казахской ССР, в СССР.
Закончил Челябинский государственный университет.

## Любительская карьера
Трёхкратный чемпион Казахстана — 2009 года (Костанай), 2011 года (Алматы), 2018 года (Актау).
В 2009 году стал чемпионом Азии 2009 года в Чжухае (Китай).
В 2010 году стал серебряным призёром чемпионата Республики Казахстан, в финале уступив земляку Жану Кособуцкому.
В 2015 году вновь стал чемпионом Азии 2015 года в Бангкоке (Таиланд).

### Олимпийские игры 2016 года
По рейтингу WSB прошёл отбор на Олимпиаду-2016. В полуфинале победил кубинского боксера Эрисланди Савона. В финале очень спорно уступил по очкам российскому боксеру Евгению Тищенко, получив серебряную медаль. Судьи этого поединка были затем отстранены AIBA от судейства на Олимпиаде, но их решение не было пересмотрено.

### 2017 год
В мае 2017 года стал чемпионом Азии 2017 года в Ташкенте (Узбекистан).
А в сентябре 2017 году стал бронзовым призёром чемпионата мира в Гамбурге (Германия).

### 2018 год
Победитель ряда международных турниров, последний: в августе 2018 года — Х Международный турнир по боксу памяти первого президента Чеченской Республики Ахмата-Хаджи Кадырова в Грозном (Россия).

### 2019 год
В июле 2019 года стал победителем VII международного турнира по боксу на Кубок президента Казахстана.
В сентябре 2019 года завоевал бронзовую медаль чемпионата мира в Екатеринбурге, в четвертьфинале победив по очкам (4:1) опытного иорданского боксёра Хуссейна Ишаиша, но в полуфинале в конкурентном бою раздельным решением судей уступив по очкам (2:3) опытному эквадорскому боксёру Хулио Сезару Кастильо Торресу.

### Олимпийские игры 2020 года
В марте 2020 года, в Аммане (Иордания) занял 1-е место и прошёл квалификацию на квалификационном турнире от Азии/Океании к Олимпийским играм 2020 года.
И в июле 2021 года стал участником Олимпийских игр в Токио, но в 1/8 финала соревнований досрочно нокаутом во 2-м раунде проиграл испанцу Эммануэлю Рейесу.

## Трудовая деятельность
28 сентября 2022 года назначен руководителем Управления физической подготовки персонала Агентства по противодействию коррупции Республики Казахстан.
28 февраля 2024 года назначен руководителем Управления физической культуры и спорта города Астана.

## Государственные награды
- Орден «Барыс» 2 степени (2016)[8]